# بشيشك
بشيشك هي قرية في التقسيم الإداري في زلافيش فيلكا ضمن مقاطعة تورين في محافظة كويافيا-بوميرانيا في شمال وسط بولندا.  تقع على بعد حوالى 13 كيلومتر (8 ميل) جنوب شرق زلافيش فيلكا و 8 كيلومتر (5 ميل) غرب تورون.